# Долна-Бела-Речка
Долна-Бела-Речка (болг. Долна Бела речка) — село в Болгарии. Находится в Монтанской области, входит в общину Выршец. Население составляет 85 человек.

## Политическая ситуация
Долна-Бела-Речка подчиняется непосредственно общине и не имеет своего кмета.
Кмет (мэр) общины Выршец — Боряна Тодорова Бончева-Лечева (коалиция в составе 3 партий: Болгарская социал-демократия (БСД), Земледельческий народный союз (ЗНС), Демократическая партия (ДП)) по результатам выборов.

## Известные уроженцы
- Стефан Иванов (1875–1951) – болгарский художник, академик.